# Tracey Brindley
Pour les articles homonymes, voir Brindley.
Tracey Brindley, née le 25 août 1972 à Forth, est une coureuse de fond écossaise spécialisée en course en montagne. Elle a remporté la médaille d'argent au Trophée mondial de course en montagne 2005 et est championne 2004 de Grande-Bretagne de fell running.

## Biographie
Elle débute la course à pied un peu par hasard en accompagnant une amie qui s'est engagée dans un club d'athlétisme local. Peu compétitive à ses débuts, sa passion des montagnes la pousse à s'entraîner pour s'améliorer.
En 2002, elle remporte la victoire à la Three Peaks Race avec plus d'une demi-heure d'avance sur sa plus proche poursuivante. Elle remporte ensuite la victoire à la course du Snowdon.
Grâce à ses victoires, elle reçoit en 2003 un soutien financier de la part de Sportscotland, la fédération sportive d'Écosse. Elle remporte la course de sélection à Alva pour le Trophée mondial de course en montagne 2003 à Girdwood et part s'entraîner dans les Alpes autrichiennes. Elle y remporte la médaille de bronze ainsi que l'or par équipes avec Angela Mudge et Lyn Wilson.
Elle domine la saison 2004 des championnats de Grande-Bretagne de fell running en remportant les courses d'Elidir Fawr, Melantee, Kentmere et Two Breweries. Elle remporte ainsi le titre. Le 12 septembre 2004, elle remporte le Great Edinburgh 10K, comptant comme championnats d'Écosse de 10 kilomètres et remporte ainsi le titre.
Lors du Trophée mondial de course en montagne 2005 à Wellington, elle parvient à passer la favorite Melissa Moon pour décrocher la médaille d'argent derrière la surprenante Kate McIlroy. Elle y décroche également la médaille d'argent par équipes avec Sula Young et Angela Mudge.
Elle prend part aux championnats du monde Masters de course en montagne 2007 à Bludenz où elle remporte la victoire et le titre dans sa catégorie W35.
Aux championnats du Commonwealth de course en montagne et ultradistance 2011 à Llanberis, elle prend un départ prudent sur l'épreuve de course en montagne en suivant le groupe de tête mené par Olivia Walwyn-Bush. Elle prend les devants lors de la descente mais est finalement battue par Lizzie Adams pour 19 secondes.

## Palmarès

### Route
| Année | Compétition                            | Lieu      | Place | Épreuve          | Performance     |
| ----- | -------------------------------------- | --------- | ----- | ---------------- | --------------- |
| 1997  | Semi-marathon d'Inverness              | Inverness | 2e    | Semi-marathon    | 1 h 16 min 47 s |
| 1999  | Morpeth-Newcastle                      | Newcastle | 1re   | Course populaire | 1 h 24 min 54 s |
| 2001  | Semi-marathon d'Inverness              | Inverness | 1re   | Semi-marathon    | 1 h 21 min 56 s |
| 2004  | Championnats d'Écosse de 10 kilomètres | Édinbourg | 1re   | 10 kilomètres    | 34 min 11 s     |

### Course en montagne
| no  | féminin            | Course                                                    | Longueur | Départ            | Temps           |
| --- | ------------------ | --------------------------------------------------------- | -------- | ----------------- | --------------- |
| 9e  | 9e                 | Trophée européen de course en montagne                    | 7,8 km   | 5 juillet 1998    | 38 min 59 s     |
| 10e | 10e                | Trophée mondial de course en montagne                     | 7,8 km   | 19 septembre 1999 | 41 min 5 s      |
|     | Médaille d'or      | Three Peaks Race                                          | 37,4 km  | 28 avril 2002     | 3 h 46 min 12 s |
|     | Médaille d'or      | Course du Snowdon                                         | 16,1 km  | 27 juillet 2002   | 1 h 20 min 37 s |
| 3e  | Médaille de bronze | Trophée mondial de course en montagne                     | 7,7 km   | 20 septembre 2003 | 39 min 59 s     |
| 6e  | 6e                 | Championnats d'Europe de course en montagne               | 7,2 km   | 4 juillet 2004    | 37 min 37 s     |
| 5e  | 5e                 | Trophée mondial de course en montagne                     | 8,46 km  | 4 septembre 2004  | 51 min 16 s     |
| 2e  | Médaille d'argent  | Trophée mondial de course en montagne                     | 9,1 km   | 25 septembre 2005 | 41 min 42 s     |
| 1re | Médaille d'or      | Championnats du monde Masters de course en montagne - W35 | 9,2 km   | 23 septembre 2007 | 50 min 21 s     |
|     | Médaille de bronze | Course de montagne du Kitzbüheler Horn                    | 12,9 km  | 29 août 2010      | 1 h 17 min 34 s |
| 2e  | Médaille d'argent  | Championnats du Commonwealth de course en montagne        | 8 km     | 24 septembre 2011 | 43 min 56 s     |

## Records
| Épreuve       | Performance     | Date              | Lieu      |
| ------------- | --------------- | ----------------- | --------- |
| 10 kilomètres | 34 min 11 s     | 12 septembre 2004 | Édinbourg |
| Semi-marathon | 1 h 21 min 56 s | 18 mars 2001      | Inverness |